# Ferrovia Napoli-Foggia
La ferrovia Napoli-Foggia è una linea ferroviaria italiana di proprietà statale che unisce Napoli, in Campania, a Foggia, in Puglia, con attraversamento della catena appenninica (in corrispondenza della sella di Ariano) per mezzo di una serie di trafori.
È gestita da Rete Ferroviaria Italiana (RFI), che la classifica come linea principale, e fa parte del prolungamento del Corridoio paneuropeo VIII verso ovest che permetterà il collegamento con l'"Asse ferroviario 1" della Rete ferroviaria convenzionale trans-europea TEN-T.
È in corso la trasformazione in una linea con caratteristiche AV/AC mediante il raddoppio (in alcuni tratti in variante) dei binari nei tratti a binario unico e una velocità di percorrenza della linea fino a 250 km/h. Tali migliorie permetteranno entro il 2027 di collegare Bari con Napoli in 2 ore e con Roma in 3 ore.

## Storia

### La costruzione
| Tratta                          | Inaugurazione   |
| ------------------------------- | --------------- |
| Bovino-Foggia                   | 27 gennaio 1867 |
| Napoli-Caserta                  | 7 maggio 1867   |
| Caserta-Casalduni               | 15 marzo 1868   |
| Casalduni-Benevento             | 18 aprile 1868  |
| Benevento-Santo Spirito         | 1º agosto 1868  |
| Savignano-Bovino                | 1º agosto 1868  |
| Starza-Pianerottolo             | 25 gennaio 1869 |
| Pianerottolo-Savignano          | 12 giugno 1869  |
| Santo Spirito-Starza            | 26 maggio 1870  |
| diramazione Telese-Telese Bagni | 15 luglio 1883  |

La concessione per la costruzione e l'esercizio di una strada ferrata che unisse l'Adriatico al Tirreno collegando Foggia a Napoli fu ottenuta dalla Società Italiana per le strade ferrate meridionali grazie alla Legge 21 agosto 1862, n. 763.
Nel decennio precedente era stato proposto al governo del Regno delle due Sicilie un progetto di ferrovia che congiungesse Caserta alla città pugliese, sfruttando la appena completata Napoli-Caserta via Cancello. Il progetto decadde successivamente per problemi politici e finanziari. Tuttavia la Società Meridionale preferì riprendere quel progetto piuttosto che costruire una nuova linea che iniziasse da Napoli e che attraversasse la Valle Caudina. I lavori cominciarono su entrambi i vertici della linea.
Il primo tronco ad essere aperto all'esercizio fu quello tra Bovino e Foggia, il 27 gennaio 1867, seguito l'anno successivo dalle sezioni Caserta-Casalduni (15 marzo), Casalduni-Benevento (18 aprile), Savignano-Bovino e Benevento-Santo Spirito (1º agosto). Nel 1869 fu la volta del tratto tra Starza e Pianerottolo (25 gennaio) e di quello tra quest'ultima località e Savignano (12 giugno). La linea fu completata il 26 maggio 1870 con l'apertura della sezione fra Santo Spirito e Starza.
La notte del 29-30 settembre 1889 la linea fu funestata dall'incidente di Pianerottolo che causò numerosi morti e feriti (oltre a una strage di animali) a causa di uno scontro frontale fra due convogli (uno dei quali carico di bestiame) all'interno della galleria di valico.
Le Ferrovie dello Stato assunsero l'esercizio della linea a seguito della statizzazione delle ferrovie e del riscatto delle linee costruite dalla Società Meridionale (1906).

### L'elettrificazione

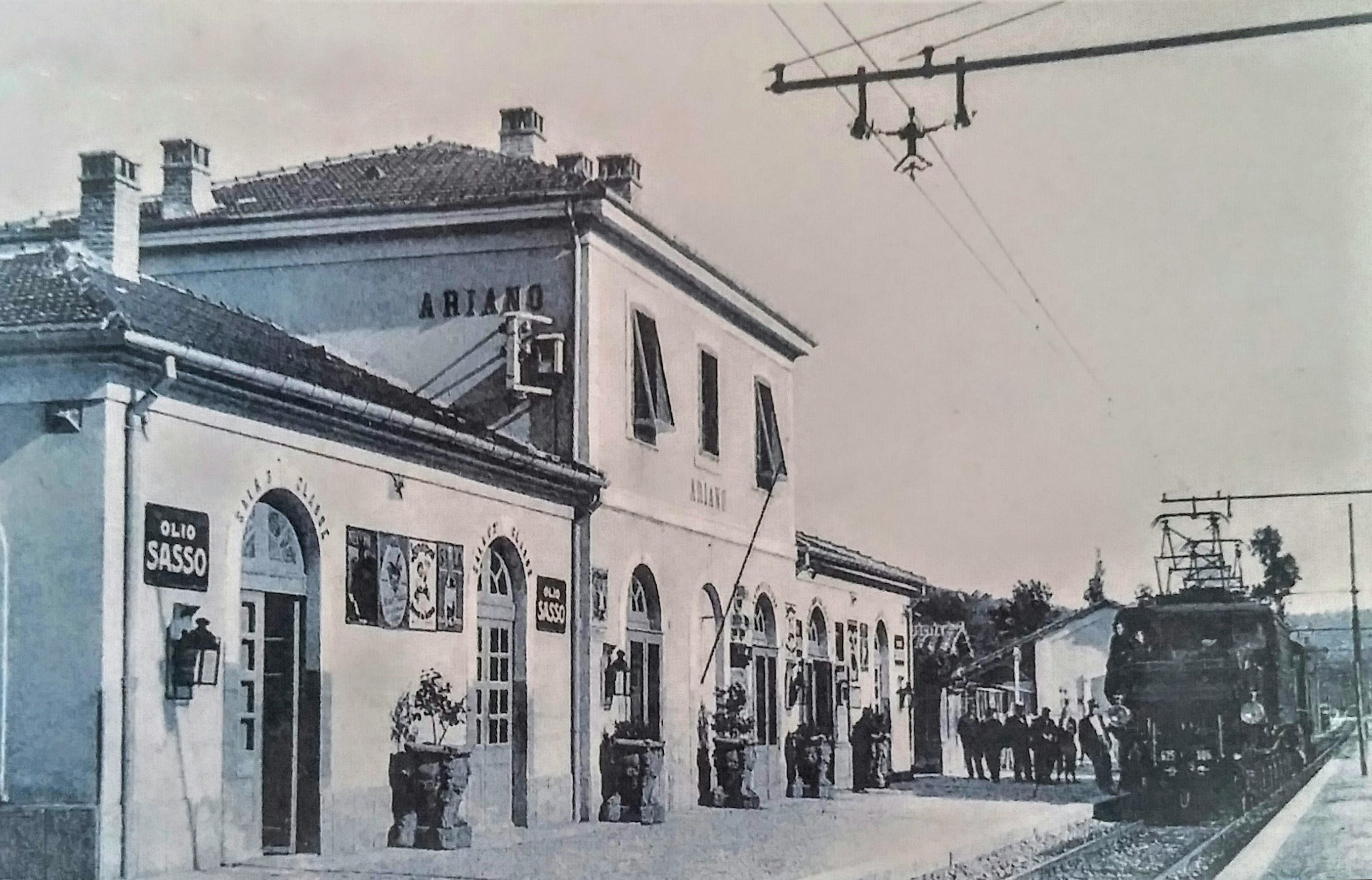
La stazione di Ariano appena elettrificata

La tratta Benevento-Foggia fu la prima linea sulla quale si sperimentò il sistema di alimentazione elettrica a corrente continua alla tensione di 3000 volt, che sarebbe diventato il sistema di trazione elettrica standard delle ferrovie statali italiane (ad eccezione di quelle dedicate all'alta velocità costruite negli anni 2000). La palificazione e la catenaria furono installate tra il 1926 e il 1928. Le corse di prova ebbero inizio nel settembre 1927, con treni trainati dalle locomotive elettriche E.626 delle Ferrovie dello Stato. L'esercizio regolare in trazione elettrica ebbe inizio il 1º marzo 1928. Il nuovo tipo di trazione fu poi esteso fino a Caserta e a Napoli nel 1931.

### Il progetto di raddoppio
Negli anni novanta iniziarono i lavori per il raddoppio della linea. Il 3 dicembre 1997 fu inaugurato il nuovo tratto tra la stazione di Vitulano e quella di Apice, che sostituiva il precedente, più tortuoso. Nello stesso giorno fu soppressa la vecchia stazione di Vitulano (ubicata lungo il vecchio tracciato), sostituita dal nuovo scalo di Vitulano, a sua volta chiuso pochi anni più tardi.
Nel luglio 2015 fu attivata la bretella che permette di innestarsi direttamente sulla ferrovia Adriatica senza entrare in regresso nella stazione di Foggia.
Inoltre fu attivata la variante che unisce la stazione di Bovino con Foggia senza passare per la stazione di Cervaro, ormai dismessa e in uso come posto di movimento: nel dicembre 2012 si conclusero i lavori del primo segmento (18,5 km), mentre nel 2016 fu ultimata l'intera tratta (23 km), inaugurata il 28 giugno 2017.
È in progresso per tratte l'adeguamento dell'intera linea agli standard dell'alta capacità entro il 2027.

#### Lavori in corso

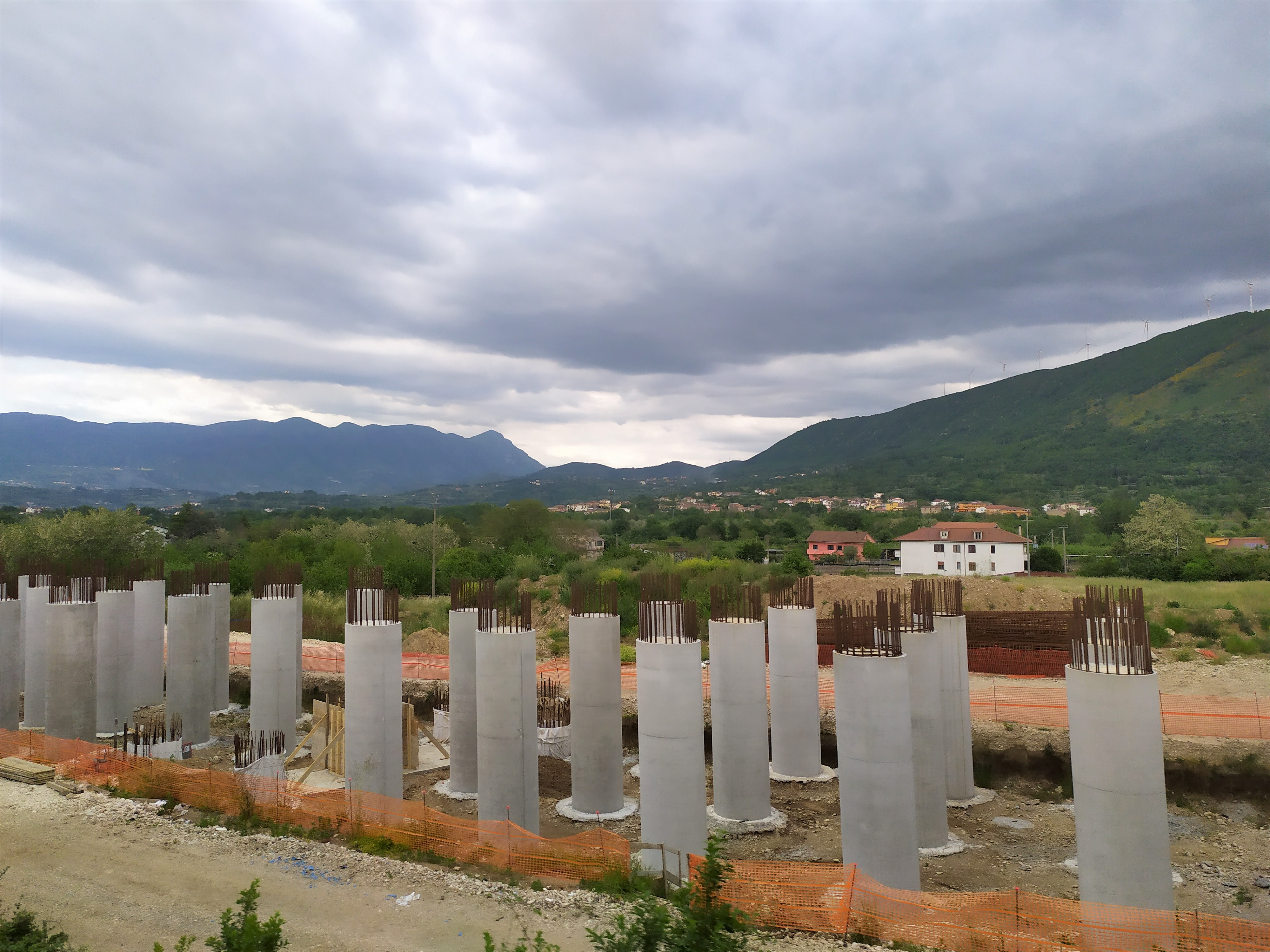
Lavori nei pressi di Valle di Maddaloni

Entro il 2020 erano già in cantiere:
- la ricostruzione della tratta da Napoli a Cancello della ferrovia Roma-Cassino-Napoli, questa volta passante per la stazione di Napoli Afragola;
- la costruzione di una nuova tratta a doppio binario tra Cancello e Frasso Telesino, permettendo di evitare il regresso nella stazione di Caserta dei treni provenienti da Napoli e diretti a Foggia e viceversa;
- il raddoppio della tratta esistente fra Frasso Telesino e Telese, con le eventuali necessarie rettifiche di tracciato;
- la costruzione di una variante di valico a doppio binario a meridione dell'attuale. Il nuovo tracciato partirà dall'ormai chiusa stazione di Apice fino a giungere nella valle dell'Ufita, ove sorgerà una nuova stazione a servizio della locale area industriale e dell'intera Irpinia. La linea proseguirà poi verso nord, attraversando lo spartiacque appenninico grazie a una galleria di circa 27 km: essa giungerà in superficie nella valle del Cervaro nei pressi di Montaguto per poi ricongiungersi all'attuale linea in prossimità della stazione di Orsara di Puglia;
- l'adeguamento agli standard dell'Alta Capacità della sezione Cervaro-Foggia che, come la Vitulano-Apice (tratta da velocizzare) e la Bovino-Cervaro (tratta già completata), si presenta già a doppio binario.

A partire dal 2021 sono stati inoltre cantierati:
- il raddoppio della tratta esistente fra Telese e Vitulano, con le eventuali necessarie rettifiche di tracciato;
- l'adeguamento agli standard dell'Alta Capacità della tratta Vitulano-Apice già a doppio binario;
- la costruzione di una nuova linea a doppio binario parallela a quella attuale tra Orsara di Puglia e Bovino.

Nell'estate 2022 tutti i lotti sono stati cantierati.

## Caratteristiche
| Head station |

| Unknown route-map component "CONTgq" | Unknown route-map component "ABZgr" |  |

| Unknown route-map component "CONTgq" | Unknown route-map component "ABZgr" |  |

| Unknown route-map component "SKRZ-Ao" |

| Station on track |

| Unknown route-map component "eBHF" |

| Unknown route-map component "uexCONTgq" | Unknown route-map component "emKRZ" | Unknown route-map component "uexCONTfq" |

| Unknown route-map component "uexCONTgq" | Unknown route-map component "emKRZu" | Unknown route-map component "uexCONTfq" |

| Unknown route-map component "HSTeBHF" |

| Stop on track |

| Unknown route-map component "KRW+l" | Unknown route-map component "xKRWgr" |  |

| Station on track | Unknown route-map component "exBHF" |  |

| Unknown route-map component "ABZgl" | Unknown route-map component "xKRZ+l" | Unknown route-map component "CONTfq" |

| Unknown route-map component "KRWl" | Unknown route-map component "KRWg+r" |  |

| Station on track |

| Unknown route-map component "kABZg2" |

| Unknown route-map component "d" | Unknown route-map component "CONTgq" | Unknown route-map component "KRZu+k1" | Unknown route-map component "kABZq+4" | Unknown route-map component "dCONTfq" |

|  | Unknown route-map component "KRWgl" | Unknown route-map component "KRW+r" |

| Unknown route-map component "CONTgq" | Unknown route-map component "KRZu" | One way rightward |

| Stop on track |

| Stop on track |

| Unknown route-map component "SKRZ-Au" |

|  |  | Unknown route-map component "ABZg+l" | Unknown route-map component "CONTfq" |  |

| Station on track |

| Unknown route-map component "dCONTgq" | Unknown route-map component "eABZq+lr" | Unknown route-map component "ABZgr" |  | Unknown route-map component "d" |

| Unknown route-map component "exLSTR" | Straight track |  |

| Unknown route-map component "exLSTR" | Non-passenger station/depot on track |  |

| Unknown route-map component "exLSTR" | Unknown route-map component "SKRZ-GDu" | Unknown route-map component "lGIPr" |

| Unknown route-map component "exLHST" | Station on track |  |

| Unknown route-map component "exLSTRl" | Unknown route-map component "eABZg+Lr" |  |

| Station on track |

|  | Unknown route-map component "eABZgLl" | Unknown route-map component "exLCONTfq" |

| Station on track |

|  | Unknown route-map component "eABZgl" | Unknown route-map component "exCONTfq" |

| Station on track |

| Station on track |

| Station on track |

| Station on track |

|  | Unknown route-map component "eABZg+Ll" | Unknown route-map component "exLCONTfq" |

| Unknown route-map component "exSTRc2" | Unknown route-map component "eABZg3" |  |

| Unknown route-map component "exSTR+1" | Enter and exit short tunnel + Unknown route-map component "exSTRc4" |  |

| 111+700 |
| 108+235 |

| Unknown route-map component "exSTR" | Non-passenger station/depot on track |  |

| Unknown route-map component "exSTR" | Unknown route-map component "tSTRa" |  |

| Unknown route-map component "exBHF" | Unknown route-map component "tSTR" |  |

| Unknown route-map component "exSTR2" | Unknown route-map component "tSTRe" + Unknown route-map component "exSTRc3" |  |

| Unknown route-map component "exSTRc1" | Unknown route-map component "eABZg+4" |  |

| Unknown route-map component "CONTgq" | Unknown route-map component "ABZg+r" |  |

| Station on track |

| 101+058 |
| 100+859 |

| Unknown route-map component "CONTgq" | Unknown route-map component "ABZglr" | Unknown route-map component "CONTfq" |

|  | Unknown route-map component "eABZg2" | Unknown route-map component "exSTRc3" |

|  | Small bridge over water + Unknown route-map component "exSTRc1" | Unknown route-map component "exSTR+4" |

|  | Small bridge over water + Unknown route-map component "exSTRc2" | Unknown route-map component "exSTR3" |

|  | Unknown route-map component "eABZg+1" | Unknown route-map component "exSTRc4" |

| Non-passenger station/depot on track |

| Unknown route-map component "exSTRc2" | Unknown route-map component "eABZg3" |  |

| Unknown route-map component "exSTR2+1" | Enter and exit short tunnel + Unknown route-map component "exSTRc34" |  |

| Unknown route-map component "exSTRc1" | Unknown route-map component "eABZg+4" |  |

| Unknown route-map component "exLCONTgq" | Unknown route-map component "eABZgLr" |  |

| Non-passenger station/depot on track |

| Non-passenger station/depot on track |

| Non-passenger station/depot on track |

| Unknown route-map component "tSTRa" |

| Unknown route-map component "tSTRe" |

| Small non-passenger station on track |

| Unknown route-map component "tSTRa" |

| Unknown route-map component "tSTRe" |

| Station on track |

| Unknown route-map component "tSTRa" |

| Unknown route-map component "tSTRe" |

|  | Non-passenger station/depot on track | Unknown route-map component "lGIPr" |

| Non-passenger station/depot on track |

| Non-passenger station/depot on track |

| Non-passenger station/depot on track |

| Unknown route-map component "STR+GRZq" |

| Unknown route-map component "exLCONTgq" | Unknown route-map component "eABZg+Lr" |  |

|  | Unknown route-map component "eABZgLl" | Unknown route-map component "exLCONTfq" |

| Enter and exit short tunnel |

| Non-passenger station/depot on track |

| 33+070 |
| 32+754 |

|  | Unknown route-map component "eABZg+Ll" | Unknown route-map component "exLCONTfq" |

| Unknown route-map component "exSTRc2" | Unknown route-map component "eABZg3" |  |

| Unknown route-map component "exSTR+1" | Non-passenger station/depot on track + Unknown route-map component "exSTRc4" |  |

| Unknown route-map component "exBHF2" | Unknown route-map component "eSTR+c3" |  |

| 26+538 |
| 26+230 |

| Unknown route-map component "exSTRc1" | Unknown route-map component "eABZg+4" |  |

| Unknown route-map component "exSTRc2" | Unknown route-map component "eABZg3" |  |

| 24+768 |
| 24+460 |

| Unknown route-map component "exBHF+1" | Unknown route-map component "eSTR+c4" |  |

| Unknown route-map component "exSTR" | Non-passenger station/depot on track |  |

| Unknown route-map component "dCONTgq" | Unknown route-map component "xABZg+r" | Straight track |  | Unknown route-map component "d" |

| Unknown route-map component "eBHF" | Straight track |  |

| Unknown route-map component "eKRWgl" | Unknown route-map component "eKRWg+r" |  |

| Unknown route-map component "DST2" | Unknown route-map component "STR+c3" |  |

| Unknown route-map component "STRc1" | Unknown route-map component "ABZg+4" |  |

|  | Unknown route-map component "eHST" |

|  | Unknown route-map component "kABZg3" |

| Unknown route-map component "dCONTgq" | Unknown route-map component "kABZq1" | Unknown route-map component "ABZg+r" + Unknown route-map component "kSTRc4" |  | Unknown route-map component "d" |

| Unknown route-map component "CONTgq" | Unknown route-map component "ABZg+r" |  |

| Station on track |

|  | Unknown route-map component "ABZgl" | Unknown route-map component "CONTfq" |

| Continuation forward |

### Armamento e trazione
La ferrovia è a singolo binario ad eccezione dei tronchi Napoli-Caserta, Vitulano-Apice e PM Bovino-Foggia.
Per quanto riguarda il distanziamento dei treni troviamo il Blocco elettrico automatico a correnti codificate (BAcc) sulle tratte Napoli Centrale-Caserta e PM Bovino-PM Cervaro mentre il Blocco elettrico conta-assi (BCA) tra Caserta e PM Bovino e tra PM Cervaro e Foggia.
L'intera linea è attrezzata con il Sistema Controllo Marcia Treno (SCMT) mentre la trazione è elettrica a 3000 volt in corrente continua.

### Esercizio
La circolazione ferroviaria sul tronco Napoli Centrale-PM Cervaro è gestita dal Dirigente Centrale Operativo con sede a Napoli Centrale secondo tre diverse specifiche: Sistema di Comando e Controllo (SCC) per la tratta Napoli Centrale-Caserta, Controllo centralizzato del traffico (CTC) per la tratta Caserta-PM Bovino e ACCM per quella PM Bovino-PM Cervaro. Il segmento terminale tra PM Cervaro e Foggia è regolato dal Dirigente Movimento di Foggia che telecomanda punto-punto il PM Cervaro.

## Traffico
La linea è utilizzata per il trasporto di merci e viaggiatori.
Il traffico passeggeri più consistente è dato dai treni a lunga percorrenza, con 6 ETR.1000, 4 ETR.600, 6 ETR.485 e 2 InterCity Notte (nel weekend) che servono Caserta, Benevento e Foggia, cui si aggiungono 6 InterCity (2 periodici e 4 regolari); di questi, 2 sono prolungati su Napoli con fermata ad Aversa mentre gli altri 4, compresi quelli periodici, fermano anche ad Ariano Irpino (2 di questi ultimi fermano, inoltre, a Telese-Cerreto).
Inoltre dal 2021 Italo ha avviato 3 coppie di treni tra Torino, Roma e Bari che servono come le Frecce le stesse stazioni sulla linea. Il materiale utilizzato è ETR.675.
Il traffico regionale è invece totalmente cessato (dal 2010) sulla tratta Benevento-Foggia, mentre rimane attivo (sia pur su livelli modesti) sulla tratta Caserta-Benevento, ove circolano principalmente treni TAF, Minuetto, Jazz e Swing, oltre che una coppia di Rock in servizio tra Roma e Benevento.
Il tratto Napoli-Caserta è invece caratterizzato da un notevole traffico regionale, mentre il tratto iniziale Napoli-Aversa, in comune con la ferrovia Roma-Formia-Napoli, è servito da numerosi InterCity e InterCity Notte.